# Psammastra
Psammastra is een geslacht van sponsdieren uit de klasse van de Demospongiae (gewone sponzen). 

## Soorten
- Psammastra conulosa Kieschnick, 1896
- Psammastra murrayi Sollas, 1886
- Psammastra oxygigas Lévi, 1993